# Oberonia singalangensis
Oberonia singalangensis är en orkidéart som beskrevs av Rudolf Schlechter. Oberonia singalangensis ingår i släktet Oberonia och familjen orkidéer. Inga underarter finns listade i Catalogue of Life.